# Rhopus segestes
Rhopus segestes är en stekelart som beskrevs av John S. Noyes och Hayat 1994. Rhopus segestes ingår i släktet Rhopus och familjen sköldlussteklar. Inga underarter finns listade i Catalogue of Life.